# Rock and Roll People
Rock and Roll People är en sång av John Lennon, som skrevs 1970, men förblev outgiven fram till albumet Menlove Ave. 1986. Låten var troligtvis tänkt att användas till Imagine och senare till Mind Games. Inspelningen 1973 finns på den postuma skivan Menlove Ave.